# James Douglas of Douglas

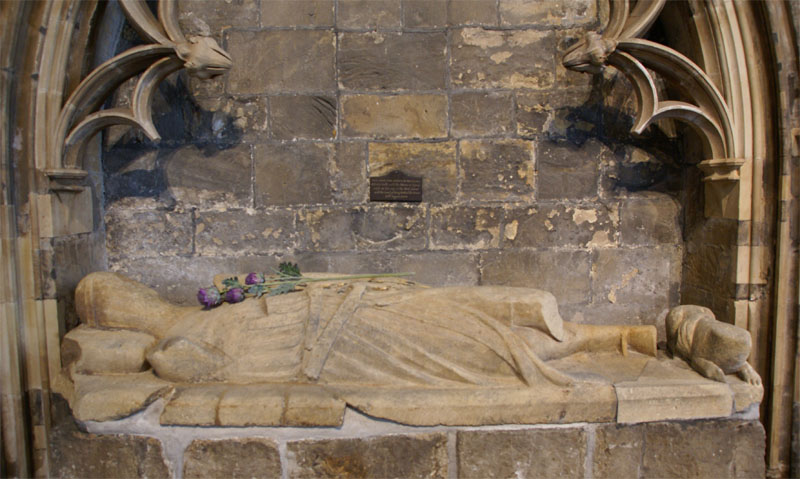
Grabdenkmal von James Douglas in der St Bride’s Church in Douglas

Sir James Douglas, Lord of Douglas (auch Black Douglas, the good Douglas oder Douglas of that Ilk, * vor 1289; † 25. August 1330 bei Teba) war ein schottischer Adliger und Militär. Er war einer der herausragenden Heerführer des Ersten Schottischen Unabhängigkeitskriegs.

## Herkunft
James Douglas entstammte der Familie Douglas. Er war der älteste Sohn von Sir William Douglas und von dessen ersten Frau Elizabeth Stewart. Sein Vorname war im Schottland des 13. Jahrhunderts ungewöhnlich, er wurde vermutlich nach seinem Onkel James Stewart benannt, der vielleicht auch sein Pate war.

## Jugend
Während des Ersten Schottischen Unabhängigkeitskriegs starb sein Vater 1298 in englischer Gefangenschaft. Der englische König Eduard I. vergab die Besitzungen von William Douglas an Sir Robert Clifford. Der landlose, junge James hielt sich zwischen 1301 und 1304 in Paris auf, möglicherweise als Gefolgsmann des schottischen Bischofs William Lamberton, der als Gesandter in Frankreich war. Als Lamberton nach Schottland zurückkehrte, diente Douglas ihm als Trancheur. Nachdem sich Anfang 1304 fast alle schottischen Adligen dem englischen König unterworfen hatten, setzte sich Lamberton bei Eduard I. zugunsten von Douglas ein, damit dieser die Besitzungen seines Vaters zurückerhielt. Der König lehnte dies aber verärgert ab.

## Früher Unterstützer von Robert I.

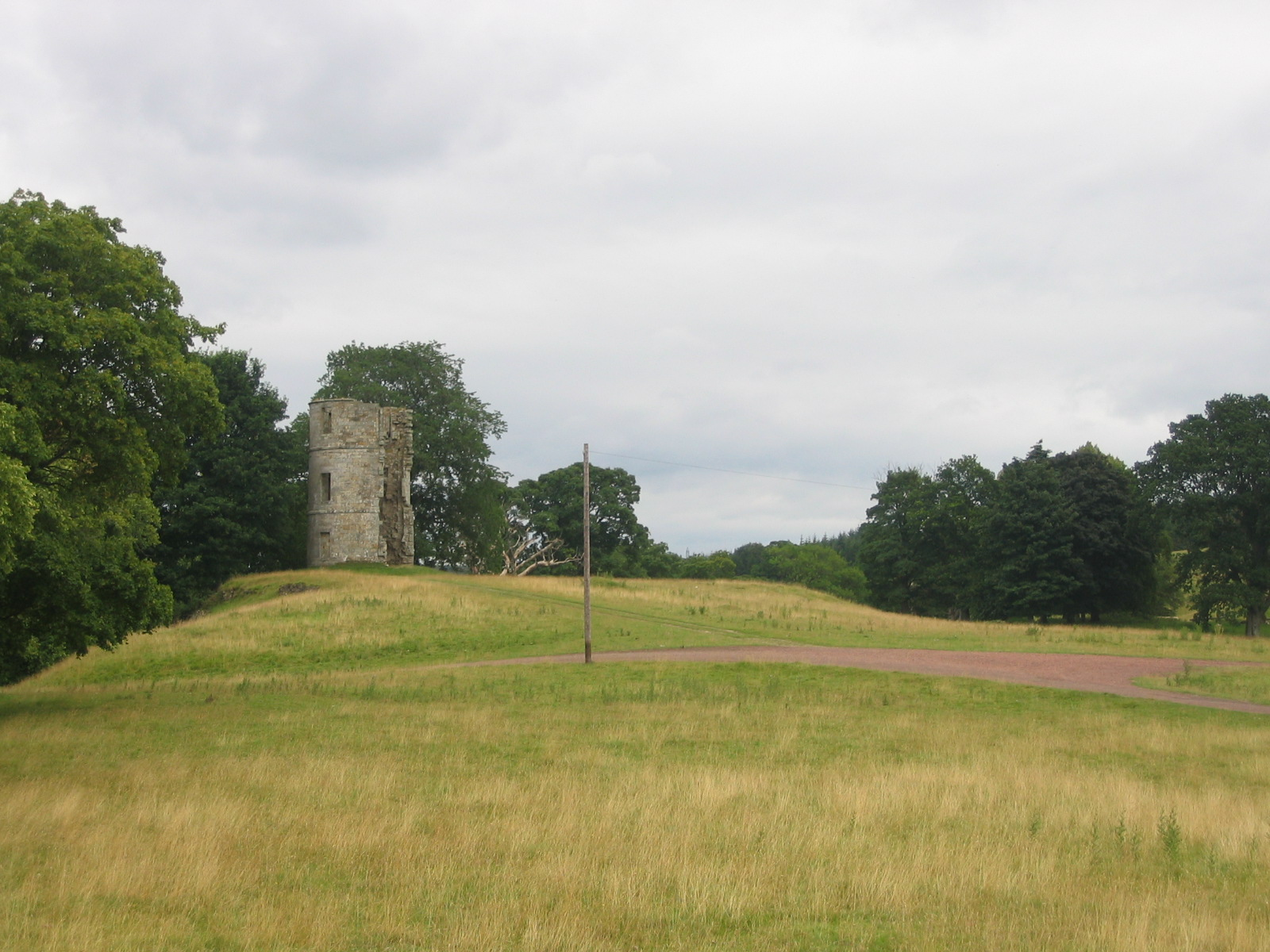
Ruine von Douglas Castle

Als Robert Bruce sich im März 1306 als Robert I. zum König der Schotten erhob und damit gegen Eduard I. rebellierte, schloss sich ihm Douglas sofort an. Er soll am 19. Juni 1306 an der Schlacht bei Methven teilgenommen haben, in der Robert I. eine schwere Niederlage erlitt. Douglas begleitete den König, als dieser vor den Engländern in die Highlands flüchtete. Wahrscheinlich gehörte er aber nicht zu den wenigen Begleitern, mit denen Robert I. sich zwischen September und Dezember in Kintyre, Rathlin und auf den Hebriden versteckte. Nachdem Robert I. Anfang 1307 nach Südwestschottland zurückgekehrt war und den Kampf gegen die englische Besatzung wiederaufnahm, kämpfte auch Douglas weiter gegen die Engländer. Während Robert I. im April nach Nordschottland zog, blieb Douglas zunächst in Südschottland.
Um den 1. Mai 1307 eroberte er Douglas Castle, die enteignete Burg seines Vaters. Er ließ die Burg zerstören und schickte die in Gefangenschaft geratene englische Besatzung zu Robert Clifford. Kurz darauf nahm er an der Schlacht am Loudoun Hill teil. Vor der Schlacht führte er offenbar ergebnislose Verhandlungen mit dem englischen Statthalter Aymer de Valence, ehe er dann gemeinsam mit Robert I. den englischen Angriff abwehrte. Danach führte er im oberen Clydedale und im Ettrick Forest einen erfolgreichen Kleinkrieg gegen die Engländer. Als er im September 1307 von englischen Soldaten bei Paisley verfolgt wurde, konnte er seine Verfolger bei Ediford nahe Fenwick in Ayrshire schlagen.
Als Robert I. ab September 1308 einen Feldzug in Nordostschottland führte, blieb Douglas im südschottischen Ettrick Forest. Am 7. April 1308 überraschte er die Besatzung des von Clifford wieder instandgesetzten Douglas Castle beim Gottesdienst am Palmsonntag in der Kirche von Douglas und nahm sie gefangen. Anschließend besetzte er die unverteidigte Burg und brachte die Gefangenen in den Keller, wo er sie enthaupten ließ. Die Leichen ließ er in leere Proviantsäcke und Weinfässer aus dem Vorratskeller der Burg füllen. Den Burgbrunnen ließ er versalzen und mit Pferdekadavern verseuchen. Diese Eroberung wurde als Speisekammer von Douglas (englisch Douglas Larder) bekannt. Im weiteren Verlauf des Jahres schloss er sich Robert I. an, als dieser John Macdougall, Lord of Argyll unterwarf. Er hatte dabei entscheidenden Anteil am Sieg des Königs in der Schlacht von Brander. Dann kehrte er nach Ettrick zurück, wo er eine kleine Truppe Engländer und mit ihnen verbündeten Schotten gefangen nehmen konnte. Unter diesen befand sich Thomas Randolph, ein Neffe von Robert I., den er zum König brachte.

## Aufstieg als Militär
Im März 1309 nahm Douglas in St Andrews als Lord an dem ersten Parlament teil, das Robert I. abhielt. In den nächsten Jahren trat er nur wenig in Erscheinung, möglicherweise, weil zu dieser Zeit der König selbst die militärischen Unternehmungen befehligte und Douglas unter ihm diente, so dass er von den Chronisten nicht erwähnt wurde. Er wird in den Berichten von den Angriffen auf Dundee, Berwick und Perth von 1312 und 1313 nicht erwähnt. Am 27. Februar 1314 gelang ihm aber ein spektakulärer Erfolg, als eine Truppe unter seiner Führung in einem nächtlichen Überraschungsangriff Roxburgh Castle, eine der wichtigsten Burgen in Südschottland eroberte. Während der Schlacht von Bannockburn soll er nach dem Bericht von Barbour eines der vier schottischen Schiltrons befehligt haben, doch da in den anderen Chroniken über die Schlacht nur von drei schottischen Schiltrons berichtet wird, kämpfte er wahrscheinlich unter dem Kommando von Edward Bruce, dem Bruder des Königs. Nach anderen Berichten war er nominell seinem Cousin, dem jungen Walter Stewart unterstellt, wobei er das eigentliche Kommando innehatte. Zusammen mit Stewart wurde er am Vorabend der Schlacht zum Ritter geschlagen. Nachdem der englische König Eduard II. vom Schlachtfeld geflohen war, erlaubte Robert I. Douglas, ihn zu verfolgen. Obwohl die schottische Reiterei den Begleitern des Königs zahlenmäßig vermutlich unterlegen war, verfolgte Douglas den König über Winchburgh bis nach Dunbar, von wo Eduard II. mit einem Schiff nach England entkommen konnte.

## Führender schottischer Militär

### Kleinkrieg in Schottland und Raubzüge nach Nordengland
Nach dem Sieg bei Bannockburn setzten die Schotten ihre Raubzüge nach Nordengland fort. An diesen Überfällen nahm Robert I. jedoch nur selten teil. Stattdessen führten der zum Earl of Moray erhobene Thomas Randolph und Douglas die schottischen Truppen. Bereits im August 1314, kurz nach der Schlacht von Bannockburn führte Douglas zusammen mit Edward Bruce einen Raubzug bis nach Richmondshire. Als die Schotten im Sommer 1315 unter Robert I. in das County Durham einfielen, sandte der König Douglas nach Hartlepool. Douglas plünderte die Stadt, nahm viele Gefangene und schloss sich wieder der Streitmacht des Königs an, als dieser nach Schottland zurückkehrte. Im selben Jahr plünderte Douglas Copeland in Cumberland. Er raubte die Messgewänder des Priorats von St Bees und zog dann nach Carlisle, wo er den König bei der erfolglosen Belagerung der Stadt unterstützte. Während des letzten Angriffs der Schotten sollen seine Männer fast die Mauerkrone gestürmt haben, ehe sie zurückgetrieben wurden. Dabei soll Douglas selbst verwundet worden sein. Danach brachen die Schotten die Belagerung ab.
Am 13. Januar 1316 führte Douglas einen ebenfalls erfolglosen Überraschungsangriff auf Berwick. Dabei soll er sich nach dem Scheitern des Angriffs nur knapp in einem kleinen Boot vor der Gefangennahme gerettet haben. Im weiteren Verlauf des Jahres und im nächsten Jahr schlug Douglas in mehreren Gefechten in den Scottish Marches englische Reitertrupps, dabei wurde in einem Gefecht Robert Neville of Raby getötet. Im April 1318 war Douglas bei einem erneuten Angriff auf Berwick für die Eroberung der Stadt mitverantwortlich. Eine bestochene Wache soll den Schotten in der Morgendämmerung ein Tor geöffnet haben, worauf die Schotten die Stadt stürmen und plündern konnten. Als der König und Moray von Herbst 1316 bis Anfang 1317 einen Feldzug nach Irland unternahmen, blieb Douglas zusammen mit Walter Stewart als Warden of the March in Schottland. Er wurde aber wahrscheinlich nicht als Guardian für die Abwesenheit des Königs eingesetzt. Der Earl of Arundel, der englische Warden of the March, wollte die Abwesenheit von Robert I. nutzen und unternahm im März 1317 einen Vorstoß nach Roxburghshire. Douglas zog sich zunächst mit seiner 200 Mann starken Streitmacht zurück, worauf ein Engländer namens Elias the Clerk mit 30 Mann seinen Stützpunkt Lintalee besetzte. Als die Engländer sich über die zurückgelassenen Vorräte hermachten, griff Douglas sie überraschend an. Er ließ Elias köpfen und auch die anderen Gefangenen töten. Anschließend griff er mit seiner Streitmacht die nachlässig vorrückende englische Hauptmacht an, wobei Douglas selbst den englischen Ritter Sir Thomas Richmond vom Pferd warf und mit einem Dolch tötete.

### Führer von größeren Vorstößen nach England
Zusammen mit Moray führte Douglas im September 1319 eine Streitmacht bis in die Nähe von York, dabei schlugen sie in der Schlacht bei Myton eine hastig aufgestellte englische Streitmacht. Dieser Vorstoß führte zum Abbruch der englischen Belagerung von Berwick. Nachdem zwischen England und Schottland ab 1320 ein zweijähriger Waffenstillstand galt, war Douglas Anfang 1322 an den Verhandlungen mit dem englischen Earl of Lancaster beteiligt, der erfolglos gegen Eduard II. rebellierte. Im Sommer 1322 führte Eduard II. einen erfolglosen Feldzug bis nach Edinburgh. Douglas überraschte auf dem Rückzug eine englische Streitmacht, die Melrose Abbey plünderte, und fügte ihr schwere Verluste bei. Dann vereinigte er seine Truppe mit der von Robert I. und von Moray. Zusammen überschritten sie die englische Grenze, verfolgten den nur noch von einer kleinen Streitmacht begleiteten englischen König und schlugen eine englische Streitmacht in der Schlacht bei Byland, bei der Douglas den schottischen Angriff führte. Anschließend verfolgten sie weiter Eduard II., der den Schotten nur knapp entkommen konnte. In der Schlacht bei Byland hatte Douglas drei französische Ritter gefangen genommen, die auf englischer Seite gekämpft hatten. Robert I. konnte Douglas überzeugen, diese ihm zu überlassen, und der König erlaubte den Franzosen dann, ohne Lösegeldzahlung nach Frankreich zurückzukehren. Robert I. hoffte dadurch, sein Verhältnis zum französischen König Karl IV. zu verbessern, und Douglas erhielt von Robert I. 4400 Merks als Entschädigung.

### Rolle beim Friedensschluss mit England
Die Niederlage von Byland führte dazu, dass die Engländer einen langfristigen Waffenstillstand mit Schottland schlossen. Nach dem Sturz von Eduard II. führten die Schotten aber im Sommer 1327 unter Moray und Douglas einen neuen Feldzug nach Nordengland. Als ein englisches Heer unter dem neuen König Eduard III. versuchte, die Schotten zu stellen, führte Douglas einen nächtlichen Überraschungsangriff auf das englische Lager. Die Schotten zerschnitten die Leinen der englischen Zelte, und in der allgemeinen Verwirrung drangen sie bis zum Zelt des Königs vor, der somit in Gefahr kam, in schottische Gefangenschaft zu geraten. In der Nacht vom 6. auf den 7. August soll Douglas dann das schottische Heer heimlich aus seinem Lager geführt haben, wodurch es den Engländern fast ohne Verluste entkommen konnte. Nachdem der Krieg mit England durch den 1328 geschlossenen Frieden von Edinburgh und Northampton beendet worden war, nahmen Douglas und Moray in Berwick an der ausgelassenen Feier der Hochzeit des schottischen Thronfolgers David mit der englischen Prinzessin Johanna teil. Die Hochzeit sollte den Frieden zwischen den beiden Reichen sichern, doch sowohl Robert I. wie auch Eduard III. blieben der Feier fern.

## Führende Stellung in Schottland und gefürchteter Feind in England
1315 hatte Robert I., der bislang nur eine Tochter hatte, für den Fall seines Todes den Earl of Moray als Guardian für einen eventuellen minderjährigen Erben eingesetzt. Nach dem Tod von Edward Bruce 1318 erneuerte der König seine Erbfolgeregelung, wobei diesmal Douglas nach einem möglichen Tod von Moray als Guardian dienen sollte. Diese Regelung verdeutlicht das Vertrauen, das der König in Douglas hatte, aber auch dessen herausragende Stellung, obwohl er nicht den Rang eines Earl hatte und nicht mit dem König verwandt war. Seine Position hatte Douglas als brillanter Taktiker, als rücksichtsloser, aber erfolgreicher Befehlshaber sowie durch die Freundschaft des Königs erreicht. Auch seine englischen Gegner erkannten ihn als herausragenden Gegner an. Bei der Bevölkerung in Nordengland dagegen wurde er als Black Douglas gefürchtet, diesen Namen erhielt er vermutlich aufgrund seiner Haarfarbe.
In Schottland hatte Robert I. Douglas reich mit Ländereien belohnt. Er erhielt nicht nur die Besitzungen seines Vaters zurück, sondern dazu Jedburgh Castle, den Wald von Jedburgh, den Wald von Ettrick, Lauderdale und Bedrule sowie die Baronien Staplegordon und Westerkirk in Eskdale. Dazu gewährte ihm der König umfangreiche Privilegien. Nach dem Frieden mit England erhielt er 1328 auch Fawdon in Northumberland zurück, das sein Großvater William Douglas erworben hatte.

## Tod in Spanien

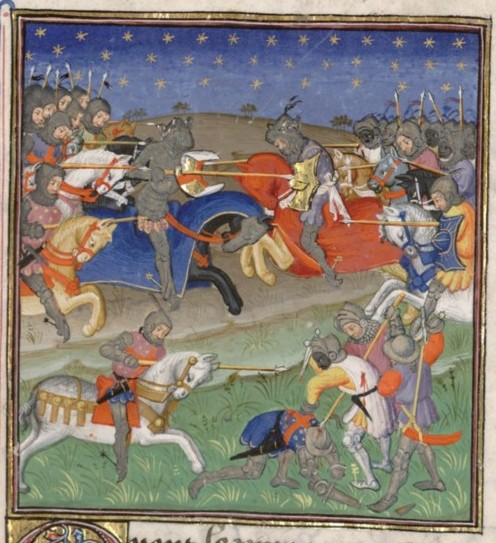
Darstellung der Schlacht von Teba aus dem 15. Jahrhundert

Auf seinem Sterbebett bat Robert I. 1329, dass sein Herz als Sühne für den Mord an John Comyn of Badenoch in einem Kreuzzug ins Heilige Land gebracht werden sollte. Dann sollte es zurück nach Schottland gebracht und in Melrose Abbey in einem Herzbegräbnis beigesetzt werden. Am 1. Februar 1330, dem Fest der Pfarrpatronin St Bride von Douglas, brach Douglas mit einer kleinen Streitmacht schottischer Ritter auf. Mit einem sicheren Geleit und Empfehlungsschreiben des englischen Königs versehen, erreichte er Spanien. Dort zog er zu König Alfons XI. von Kastilien, der sich im Krieg gegen die Mauren von Granada befand. Die Schotten schlossen sich dem Feldzug des Königs an, während dem es zur Schlacht von Teba gegen den muslimischen Emir Muhammad IV. von Granada kam. In der Schlacht machte Douglas entweder mit anderen Schotten einen überstürzten Angriff oder er fiel einem Scheinrückzug der Mauren zum Opfer. Er wurde zusammen mit anderen Schotten vom Rest des christlichen Heeres abgeschnitten und zusammen mit William Sinclair sowie Robert und Walter Logan von der feindlichen Übermacht getötet. Seine Leiche wurde geborgen und ausgekocht. Das Fleisch wurde in Spanien begraben, während William Keith aus Galston die Knochen von Douglas und das Herz des Königs nach Schottland zurückbrachte. Douglas wurde in der St Bride’s Church von Douglas beigesetzt, wo sein Sohn Archibald mehrere Jahrzehnte später ein prächtiges Grabdenkmal errichten ließ.

## Nachkommen und Erbe
Douglas war verheiratet, wobei der Name seiner Frau unbekannt ist. Mit ihr hatte er einen Sohn:
- William Douglas, Lord of Douglas († 1333).

Daneben hatte er einen unehelichen Sohn:
- Archibald Douglas, 3. Earl of Douglas (um 1325–um 1400).

Douglas hinterließ nur eine Schenkung, die er vor seinem Aufbruch ins Heilige Land zugunsten von Newbattle Abbey machte. Sein Erbe wurde sein Sohn William. Nachdem dieser 1333 kinderlos gestorben war, fiel das Erbe an Hugh Douglas of Douglas († 1347), einen Bruder von James Douglas. Nach einer 1342 geschlossenen Erbregelung fiel das Erbe sowie der inzwischen geschaffene Titel Earl of Douglas 1388 an Archibald Douglas, den unehelichen Sohn von James Douglas.

## Nachwirkung
Das Leben von Douglas wird ausführlich von dem Dichter John Barbour in dessen Werk The Bruce  beschrieben, der sich vermutlich auf einen Bericht eines Herolds von Douglas stützen konnte. Dabei wurde er wahrscheinlich als ritterliches Vorbild zu positiv dargestellt, während die Leistungen von Moray, mit dem er in freundschaftlicher Rivalität verbunden war, nicht entsprechend berücksichtigt werden. Nach Barbours Bericht soll Douglas nur dreizehn Gefechte verloren, aber siebenundfünfzig gewonnen haben.
Seine Nachfahren durften das Herz des Königs Robert Bruce in ihr Wappen aufnehmen. Die Episode ist in der Ballade Das Herz von Douglas von Moritz Graf von Strachwitz verewigt (siehe Weblinks).

Ursprüngliches Wappen des Clan Douglas
Wappen des Clan Douglas nach 1330, mit dem „Herzen von Douglas“